# Friedrich Meyer (Industrieller)
Friedrich Meyer (* 11. September 1893 in Basel; † 16. Dezember 1974) war ein Schweizer Industrieller.

## Leben und Wirken
Der Sohn eines Handwerkers absolvierte zunächst eine dreijährige Lehre in der Basler Spedition Danzas und arbeitete ab 1913 im Werk Münchenstein des Aluminiumpioniers Georg Giulini, wo er innerhalb weniger Jahre zum Direktor aufstieg. 1921 bekam Meyer eine Anstellung in Lausanne bei der Société pour l’Industrie des Métaux, die Aluminium herstellte und mit Aluminiumwaren handelte. 1932 begründete er zusammen mit dem deutschen Aluminiumfabrikanten Emil Tscheulin die Société Alsacienne d’Aluminium (SAA) in Sélestat, in der er nach 1933 Hauptgesellschafter und leitender Geschäftsführer wurde.
Durch innovative Verpackungsmaterialien wurde die SAA zu einem bedeutenden Lieferanten für die französische Lebensmittelindustrie, etwa mit der Verbindung von Butterbrotpapier mit Alufolie (Alubeurre) oder von Folien für Weichkäse (Alufromage).
Bedingt durch den Zweiten Weltkrieg verlegte Meyer die Produktion nach Le Chable-Beaumont. 1942 wurde Meyer von den deutschen Besatzungsbehörden aufgefordert, seine Fabrik in Sélestat wieder zu eröffnen. Da er dieser Aufforderung nicht nachkam, wurde er aus Frankreich ausgewiesen und siedelte in sein Heimatland nach Lausanne über.
Nach 1945 nahm die SAA ihre Produktion in den alten Gebäuden in Sélestat wieder auf, wobei 1954 die Inbetriebnahme des ersten Polyethylenextruders in der Branche einen Markstein setzte. Durch die Übernahme der Anteilsmehrheit am Aluminiumwerk Tscheulin in Teningen im Jahr 1956 und der Gründung der Société Savoyarde d’Aluminium (SSA) in Cruseilles entstand die Meyer-Gruppe, ein fortan bedeutender Akteur auf dem Gebiet der Veredlung von Aluminiumfolien. Ergänzt wurde die Gruppe durch den Erwerb der portugiesischen Alumigal. 1965 wurde in Genf die Generaldirektion der Gruppe eingerichtet, deren Präsident Friedrich Meyer war.

## Ehrungen
- 1963 Ehrenbürger der Gemeinde Teningen
- 1964 Einweihung des Friedrich-Meyer-Stadions in Teningen ▼ [2]
- 1974 Umbenennung der Teninger Mühlenstraße in Friedrich-Meyer-Straße ▼